# Gambija (reka)
Gambija je 1.130 km dolga reka v Zahodni Afriki, ki teče od vzhoda proti zahodu po ozemlju Gambije, Senegala in Gvineje. Ob izlivu v Atlantski ocean se nahaja Banjul, prestolnica Gambije. Spodnja, plovna polovica reke in nekaj ozemlja ob bregovih predstavljajo celotno ozemlje Gambije, najmanjše države v celinski Afriki.
Blizu izliva reke se nahaja otok James, ki je na UNESCOvem Seznamu svetovne dediščine kot zgodovinski spomenik.